# Pócs Alfréd
Pócs Alfréd László (1955–) önmagát szkítának valló, érvényes működési engedéllyel nem rendelkező orvos, oltásellenes aktivista és öszeesküvéselmélet-hívő. A Magyar Orvosi Kamara Heves megyei szervezetének volt elnöke, 2019–2024 között egri önkormányzati képviselő. Az „Orvosok és Egészségügyi Dolgozók a Tisztánlátásért” nevű, koronavírussal kapcsolatban több helyen is a tudományos állásponttal szembemenő csoport egyik vezető tagja.
Országos ismertségre a Covid19-világjárvány idején, a járvány elleni intézkedéseket kritizáló kijelentéseivel tett szert, amelyek a MOK álláspontjával ellentétesek voltak. Tevékenységét és nyilatkozatait tudományos körökben áltudományosnak tekintik, ezért a Szkeptikus Társaság 2021-ben neki és 3 társának adományozta a Laposföld-díjat.

## Életútja
Általános orvosi diplomáját 1981. szeptember 12-én szerezte meg a Debreceni Orvostudományi Egyetemen. Szakirányú végzettséggel rendelkezik traumatológiából (1996), ortopédiából (1989) és sebészetből (1985).
2010. július 8-án az akkori Nemzeti Erőforrás Minisztérium Semmelweis-díjjal ismerte el.
A 2019-es önkormányzati választáson az Egri Városvédők Egyesülete jelöltjeként kapott 5 százalékot a polgármesteri posztért indulva, így a kompenzációs listáról bekerült a közgyűlésbe.
2020. október 31-ig a Bugát Pál Kórházban dolgozott Gyöngyösön, ahol a vele kötött vállalkozási szerződést felmondták, miután rendelései során megtagadta a védőmaszkok viseletét, ezzel veszélyeztetve a betegek és a kórház dolgozóinak egészségét. Az esetről a média több felületen beszámolt. Ezt követően még rendelt Salgótarjánban és Ózdon 2020-ban.
2020 december elején indítványt fogalmazott meg az egri közgyűlés felé, melyben arra kérte a döntéshozókat, ne engedélyezzék 5G-tornyok telepítését a városba, mert állítása szerint azok károsak az egészségre. A kérvényét elutasították.
A 2024-es önkormányzati választáson 4,8%-os eredményt ért el az 5. számú egri egyéni választókerületben, így nem került be ismét a közgyűlésbe.
Felesége Gyulai Katalin Valéria oxiológus. Fiúk, Marcell Alfréd 1984-ben született.

## Személye körüli viták
Több társával együtt (pl. Gődény György, Lenkei Gábor és Tamasi József) az „Orvosok és Egészségügyi Dolgozók a Tisztánlátásért” nevű csoport vezető személyiségei közé tartozik. Tevékenységei és kijelentései miatt a Magyar Orvosi Kamara elhatárolódott tőle, mivel véleményük szerint azok a járványkezelés hatékonyságát veszélyeztetik. Mivel kijelentéseit nem magánemberként, hanem tisztségviselőként fogalmazta meg, a Kamara etikai bejelentést tett ellene. A Kamara vezetősége szerint Pócs Alfréd Covid19-pandémiával kapcsolatos megnyilvánulásainak igen jelentős része tudományosan megalapozatlan, félrevezető és hamis. Mint írták, a vitának van helye, azonban azt a tudomány keretein belül kell lebonyolítani, és nem vezethet a köz megtévesztéséhez.
2020 decemberében az Országos Rendőr-főkapitányság megerősítette, hogy négy járványtagadó aktivistánál házkutatást tartottak, köztük Pócs Alfrédnál is. Az értesülést az Egri Városvédők Szervezetének sajtóreferense is megerősítette.
2023-ban petícióval fordult az országgyűlés, hogy ismerjék el a szkítákat, mint magyarországi nemzetiséget. A kérdést az országgyűlés megtárgyalta, de ezúttal sem szavazták meg. 2024-ben Pócs közleményben határolódott el olyan, a rendőrség és a Terrorelhárítási Központ által őrizetbe vett személyektől, akik korábban azt nyilatkozták, hogy szkíta hatalomátvételre készülnek Magyarországon.

## A koronavírussal és annak egészségügyi vonatkozásaival kapcsolatos kijelentései
A koronavírussal, a vírus miatt bevezetett intézkedésekkel, illetve a koronavírus ellen kifejlesztett oltásokkal kapcsolatos véleménye több ponton is szembehelyezkedik a tudományos állásponttal.
Véleménye szerint a koronavírus-járvány miatt az egyéb súlyos betegséggel küzdőkre nem jut idő, mert a szakápolókat átvezényelték. Ezek a betegek szerinte így elhaláloznak. A túlterheltség miatt pedig állítása szerint az „orvosok kénytelenek úgymond telefonon keresztül diagnosztizálni”.
Tagadja, hogy Magyarországon járványnak minősülnek a koronavírusos megbetegedések. Állítása szerint 2020-ban a magyar lakossági halálozások csak 3%-ának (382 fő esetében) volt koronavírus a kiváltó oka, és társbetegségek nélkül állítása szerint ezek az emberek sem haltak volna meg. Ezzel szemben a halálozási statisztikák azt mutatják, hogy 2020-ban 9537 ember hunyt el Magyarországon koronavírus-megbetegedésben. A halálozások nagy részét pedig maga a Covid okozza.
A „vírusszkeptikus” jelzőt visszautasítja, mert állítása szerint az Orvosok a Tisztánlátásért csoportban ők úgy tekintenek a vírusra mint „alapdologra”. Úgy fogalmazott, hogy egy „tesztjárvány”, „egy előre elkészített valami” tanúi lehetünk, mivel 2020 ősszel, az influenzajárvány alatt „1400 tesztnél több nem készült”, ellenben a koronavírus-járvány alatt „milliószámra készülnek tesztek”, melyeknek „csak 3%-a megbízható”, mert az ezek elvégzéséhez használt PCR-tesztek „könnyen kijátszhatóak”. Ez az állítás szintén tudományosan megalapozatlan.
Szerinte amíg nem engedélyezik a világon és Magyarországon a boncolást, „addig senki nem mondhatja, hogy egy beteg is a Covid-ban halt meg”. Állításával szemben a boncolás a világ legtöbb pontján engedélyezett, azokat semmi sem tiltja.
Elmondása szerint nem oltásellenes, de ha valaki beoltatja magát, akkor „a védőoltásba vetett hite” fogja meggyógyítani. Állítása szerint, ha a nürnbergi törvényeket betartanánk, akkor ma mindenkit felelősségre lehetne vonni a kötelező védőoltások miatt, mert szerinte „a nácik is ezt alkalmazták”. Ez utóbbi állítás nem megalapozott, ugyanis a nürnbergi törvények félreértelmezésén alapul.
Állítása szerint a vakcinákban pl. „nanochipek” is vannak, és ezt „politikai okokból nem vizsgálják”.
Az egyik televíziós műsorban azt állította, hogy van már olyan törvény Norvégiában, ami tiltja a sok betegséggel küzdő idősek beoltását, mert „azzal csak a halálba segítjük őket”. Szerinte ha egy adott környezetben (kórházban vagy pl. a „kamionosoknál”) elegen döntenek arról, hogy nem veszik fel a védőoltást, a hatalomnak nem lesz választása, hogy „békén hagyja őket”, különben „az adott rendszer összeomlana”.
A Magyarok Világszövetsége által közzétett videóban elhangzott állításait az AFP tényellenőrei tételesen cáfolták.
2021 novemberében azt állította Pócs Alfréd, hogy „a Pfizer vezérigazgatóját letartóztatták”. Az állítást az urbanlegends.hu tényellenőrei cáfolták – Albert Bourlát, a Pfizer vezérigazgatóját ugyanis nem tartóztatták le. A Bourla állítólagos letartóztatásáról szóló cikk egy amerikai álhíroldalon jelent meg, az állítást pedig Pócs átvette.